# Саманта Сміт (акторка)
Саманта А. «Сем» Сміт (англ. Samantha A. «Sam» Smit, нар. 4 листопада 1969) — американська акторка. Відома за виконання ролі Мері Вінчестер з містичного телесеріалу Надприродне.

## Життєпис
Саманта Сміт народилася 4 листопада 1969 р. в Сакраменто, штат Каліфорнія, США. 
Вона фанатка науково-фантастичного жанру.

## Фільмографія
| Рік        | Назва                              | Роль                               | Примітки               |
| ---------- | ---------------------------------- | ---------------------------------- | ---------------------- |
| 1996       | Сайнфелд                           | Гейлі                              | 1 епізод               |
| 1996       | Джеррі Магвайер                    | Колишня дівчина                    | У титрах як «Сем Сміт» |
| 1997       | Крила                              | Шеннон Карсон                      | 1 епізод               |
| 1997       | Самозванець                        | Кімберлі Грін                      | 1 епізод               |
| 1998       | Правда про Джульєтту               | Джульєтта                          |                        |
| 1998       | Шовкові мережі                     | Алекс                              | 1 епізод               |
| 1998       | Поліцейські на велосипедах         | Еллі Макгвір                       | 1 епізод               |
| 1998       | Керолайн в місті                   | Моніка                             | 2 епізоди              |
| 1998       | Buddy Faro                         | Кукі Логан                         | 1 епізод               |
| 1999       | Холодні ступні                     | Джіна Gina                         | 1 епізод               |
| 1999       | Добрі часи Рокі                    | Нікі                               | 1 епізод               |
| 1999       | Друзі                              | Джен                               | 1 епізод               |
| 1998-1999  | Хороша пара                        | Ненсі Карлсон                      | 5 епізодів             |
| 1999       | Сімейний закон                     | Сінді                              | 2 епізоди              |
| 1999       | Авалон: Підводна місія             | Доктор Ганна Найгерд               | Телефільм              |
| 1999       | Час твого життя                    | Джесіка                            | 1 епізод               |
| 1999-2000  | Профайлер                          | Кейт Вілтон                        | 4 епізоди              |
| 2000       | З якої ти планети?                 | бортпровідниця                     |                        |
| 2000       | Норьега, улюбленець Бога           | Йог                                | Телефільм              |
| 2000       | Бик                                | Дженніфер                          | 1 епізод               |
| 2000       | Шоу Вебера                         | Ганна                              | 1 епізод (Пілот)       |
| 1996, 2000 | Неш Бріджес                        | Керрі (1996); Сьюзен Портер (2000) | 2 епізоди              |
| 2001       | Темний ангел                       | Дафна                              | 1 епізод               |
| 2001       | Просто застрель мене!              | Стелла Рудін                       | 1 епізод               |
| 2002       | Фідель                             | Репортерка                         | Телефільм              |
| 2002       | Бабка                              | офіціантка                         |                        |
| 2002       | Спостерігаючи за Еллі              | співачка                           | 1 епізод               |
| 2002       | Філадельфія                        | Карен Колфілд                      | 1 епізод               |
| 2002       | Клініка Сан-Франциско              |                                    | 1 епізод               |
| 2004       | Дивізіон                           | Лінн Дарт                          | 1 епізод               |
| 2004       | Поліція Нью-Йорка                  | Коррін О'Мейлі                     | 1 епізод               |
| 2006       | Монах                              | тренерка Гейден                    | 1 епізод               |
| 2007       | Криміналісти: мислити як злочинець | Гелен Дуглас                       | 1 епізод               |
| 2007       | МакБрайд: Собачі пристрасті        | Лорі Картер                        | 1 епізод               |
| 2007       | Нескінченний спадок кохання        | Марті Девіс                        | Телефільм              |
| 2007       | Трансформери                       | Сара Леннокс                       |                        |
| 2007       | Мрія кохання                       | Марті Девіс                        | Телефільм              |
| 2009       | Вір мені                           | Беверлі                            | 1 епізод               |
| 2010       | Обраний                            | Христина                           |                        |
| 2010       | Доктор Хаус                        | Лулу                               | 1 епізод               |
| 2005-2011  | Надприродне                        | Мері Вінчестер                     | 7 епізодів             |
| 2012       | Морська поліція: Лос-Анджелес      | NCIS Agent Bell                    | 1 епізод               |
| 2014       | Штучний розум                      | Сьюзен Гокінс                      | 1 епізод               |
| 2014       | Менталіст                          | Сільвія Генніген                   | 1 епізод               |